# Bella Árpád
Bella Árpád (Sopron, 1946. –) határőr alezredes. Ő volt a határőr szolgálatot teljesítő rangidős tiszt az 1989. augusztus 19-én megrendezett páneurópai piknik alkalmából Sopronpusztán.

## Élete
Bella Árpád 1965-ben diplomázott a katonai főiskolán. 1979-ben a határőrség soproni régiójának helyettes parancsnoka lett.
1998-ban vonult nyugdíjba. Özvegy, két leánygyermeke van.

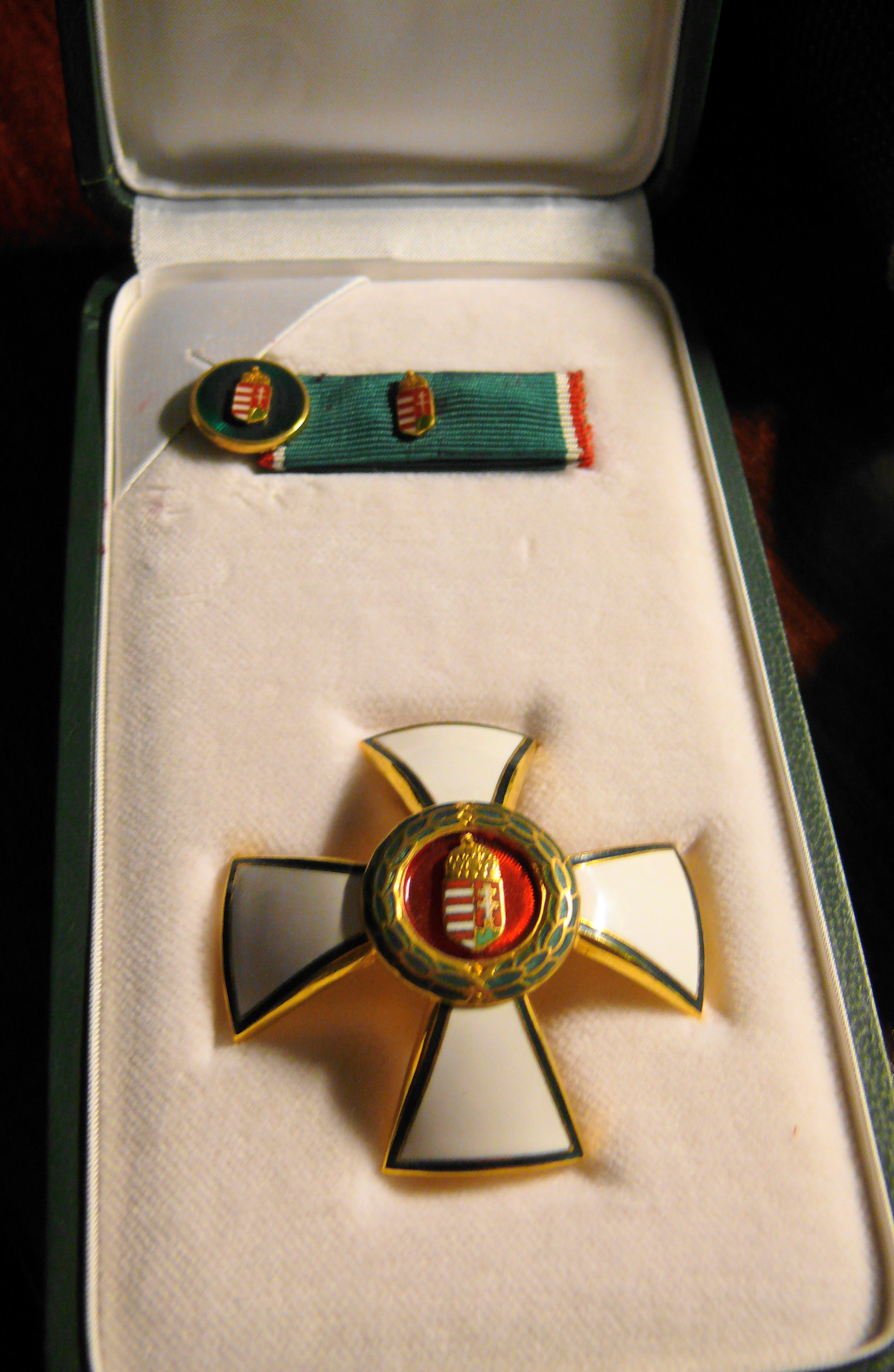
A Magyar Köztársasági Érdemrend tisztikeresztje

1999-ben Göncz Árpád a Magyar Köztársasági Érdemrend tisztikeresztje kitüntetést adományozta Bella Árpád nyugállományú alezredesnek.

## Szerepe a páneurópai piknik eseményeiben
Bella Árpád alezredes és a beosztott útlevélkezelők a rendezvény alatt egzisztenciájukat kockára téve, higgadtan kezelték a kialakult ellentmondásos helyzetet. Az alezredes szavai szerint ezért van most emlékhely a határon és nem kegyhely.
„Amikor megérkeztek az osztrák kollégák, Johann Göltl barátommal megbeszéltem a delegációk átléptetésének általunk tervezett rendjét. Beszélgettünk és vártunk. A 15 órára tervezett érkezés előtt néhány perccel a mintegy százméteres távolságra belátható útszakaszon feltűnt egy nagy gyalogoscsapat, akikről közelebb érve kiderült, hogy bizony nem delegáció, hanem vélhetően egy NDK-s csoport. Elébük mentem a kapu elé hamar kiderült, hogy Ausztriába kívánnak távozni. A további kérdésekre már nem adtak lehetőséget, a kapuszárnyakat benyomva gyorsvonatként száguldottak át, óriási felfordulást okozva. Azt kell hogy mondjam, az NDK-s állampolgárok megjelenése annyira volt váratlan, mint amennyire nem. Hiszen a nagy problémánk az volt, hogy a 17-i táviratban jelzett tömeg felbukkan-e a rendezvényen, vagy sem. Ha a határozott cáfolat ellenére mégis ideérkeznek, akkor az öt útlevélkezelővel a kiadott módszertani útmutató szerint, megállítani, feltartóztatni nem tudjuk őket. Ha ez a tömeg kísérletet tesz, hogy átjusson, akadályoztatása esetén elégedetlenségének, érzelmi feszültségének levezetéséhez könnyen erőszakos cselekményekhez folyamodhat. Az erőszak erőszakot szül, az pedig pánikot. És mint tudjuk, a pánik kezelhetetlen. Óhatatlanul összeütközik a fegyvertelen és a fegyveres, és mindig a fegyvertelen »húzza a rövidebbet«. Nem véletlenül írja a szakirodalom, hogy tömegmozgások esetén a rendfenntartás a tolerancia, a megértés és a párbeszéd iskolája kell, hogy legyen. Az idő bennünket igazolt, hogy amit tettünk és amit nem, vélhetően itt és most, ezen a helyen találkozik mindannyiuk egyetértésével. Meg kell jegyeznem, nem biztos, hogy ami történt, annak így kellett történnie. Normális körülmények között nem szerencsés, ha egy szabad, demokratikus jogállamban határőr alezredesek döntenek, mert akkor nem lenne rend, nem érvényesülne a jog. Természetesen 1989 augusztusában más idők jártak.”